# عثمان جاروبا
عثمان جاروبا (بالإنجليزية: Usman Garuba)‏ هو لاعب كرة سلة إسباني يلعب في مركز لاعب هجوم قوي الجسم أو لاعب وسط في نادي هيوستن روكتس.

## روابط خارجية
- عثمان جاروبا على موقع الاتحاد الدولي لكرة السلة (الإنجليزية)
- عثمان جاروبا على موقع الدوري الأوروبي لكرة السلة (الإنجليزية)
- عثمان جاروبا على موقع إن بي أي (الإنجليزية)
- عثمان جاروبا على موقع سبورتس رفرنس (الإنجليزية)
- عثمان جاروبا على موقع الدوري الإسباني لكرة السلة (الإسبانية)
- عثمان جاروبا على موقع كرة السلة الأوروبية.كوم (الإنجليزية)
- عثمان جاروبا على موقع DraftExpress.com (الإنجليزية)
- عثمان جاروبا على موقع ريلجم (الإنجليزية)
- عثمان جاروبا على موقع بروبوليرز (الإنجليزية)
- عثمان جاروبا على موقع سبورتس رفرنس (الإنجليزية)